# Joven maternidad
Joven maternidad es una de las obras más representativas a la vez que menos conocidas de la primera etapa del pintor y escultor español Guillermo Silveira (1922-1987). Está pintada al óleo sobre tablex y sus dimensiones son de 62 x 55 cm.
Según distintas fuentes, podría tratarse del óleo Maternidad joven presentado en la sala de exposiciones de la Sociedad de Instrucción y Recreo Liceo de Mérida (Badajoz) del 9 al 13 de febrero de 1964 (n.º 19). Como Mujer con niño (n.º 5) o Encuentro (n.º 6), «se nos figura que ha sido concebido con lágrimas en los ojos».
Conforme a las etiquetas que hasta ahora se mantienen pegadas al dorso, la pintura fue presentada al «III Premio Valdepeñas y XXIV Exposición Manchega de Artes Plásticas» (Valdepeñas [Ciudad Real], septiembre de 1963) y «XXII Exposición Nacional de Arte de la Obra Sindical de Educación y Descanso» (Logroño, junio de 1964). En ambos casos, completaron los respectivos envíos los cuadros Éxodo hacia el sol (óleo sobre lienzo, 90 x 70 cm) y Fábrica, Altos hornos, Mujer con niño, Encuentro, Paisaje urbano y Aleluya, todos ellos de principios de la década de los sesenta.

## Contexto y características
Si se considera que se expuso por primera vez en Badajoz en mayo de 1963, el cuadro se debió pintar en su domicilio estudio de la antigua calle del Pilar (hoy Avda. Antonio Montero Moreno) n.º 1-3.º izda. de la capital pacense, en el que el artista residió con su familia desde mediados de 1962 hasta finales de los años 1960 o comienzos de la década siguiente en que se trasladó al bloque de suboficiales del Ejército del Aire, ubicado en Traseras de Colón n.º 1-1.º 2. Cromáticamente se observan cierta profusión cromática aplicada a base de colores terrosos, grisáceos o sienas contrapuestos a una serie de tonos complementarios (rojizos, azulados), dispuestos en grandes planos, así como un empleo abundante de materia pictórica propios de esta fase inicial.

## Exposiciones
- «Exposición de Pinturas y Esculturas: G. Silveira García-Galán». Casa de la Cultura de la Diputación Provincial. Badajoz, 2-10 de mayo de 1963 (n.º 27).

## Obras relacionadas

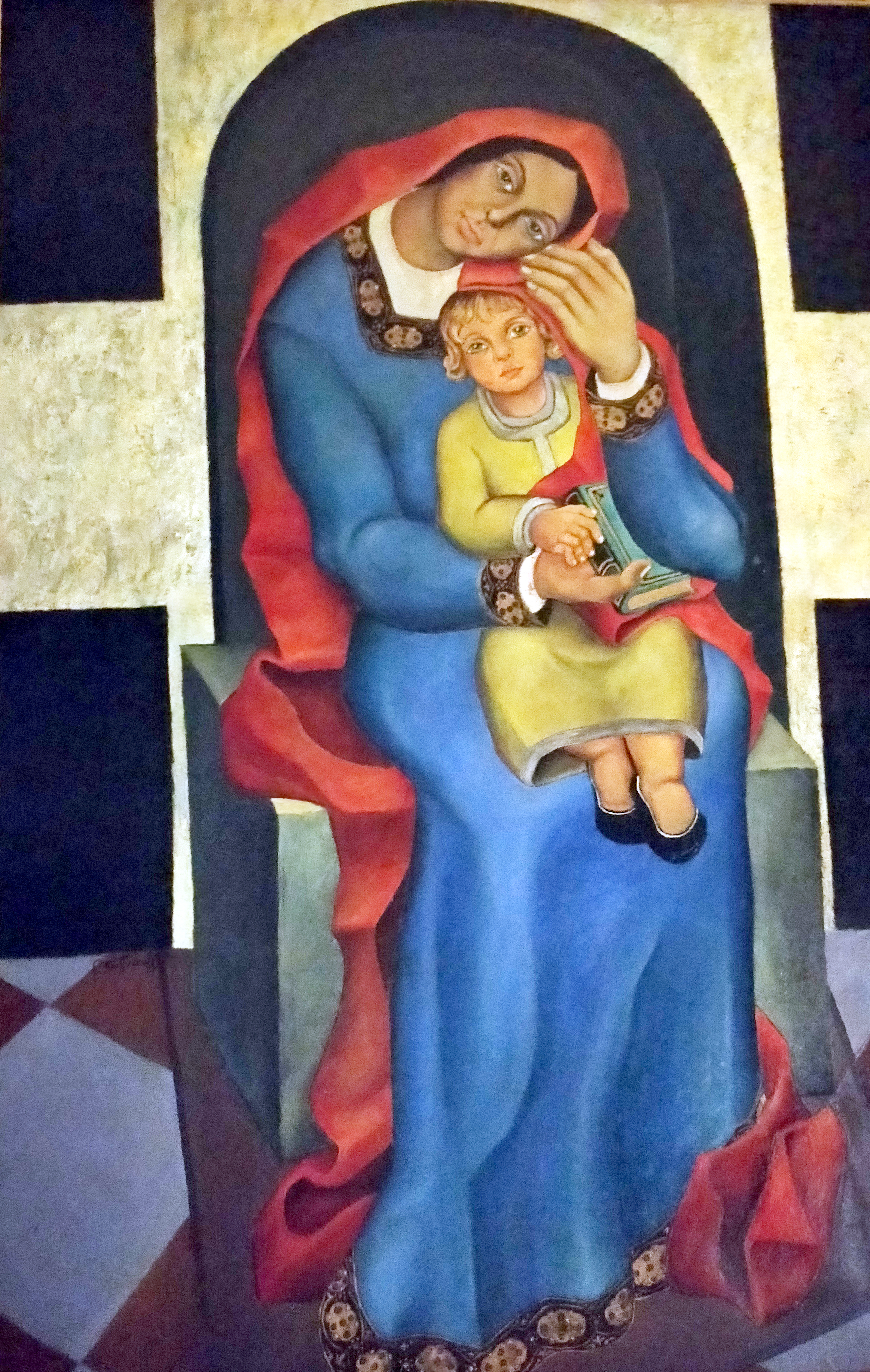
Virgen y Niño, 1971. Óleo sobre lienzo,
125 x 83 cm. Col. particular, Badajoz.

- Joven maternidad, ant. 1964. Gouache sobre papel. «Exposición de Pinturas y Esculturas: G. Silveira García-Galán». Casa de la Cultura de la Diputación Provincial. Badajoz, 2-10 de mayo de 1963 (n.º 27). «III Premio Valdepeñas y XXIV Exposición Manchega de Artes Plásticas». Valdepeñas (Ciudad Real), septiembre de 1963. «XXII Exposición Nacional de Arte de la Obra Sindical de Educación y Descanso». Palacio de Espartero. Logroño, 10-25 de junio de 1964. Col. particular, Badajoz.
- Madre con niño (apunte basado en la obra anterior). Grafito y lápiz de color sobre papel, 50 x 34 cm. Col. particular, Badajoz.
- Mujer con niño, 1963. Técnica mixta sobre papel, 42 x 28 cm. Col. particular, Badajoz.[10][11]
- Maternidad, firmada y fechada «SilveiraGG 65» en el ángulo superior izquierdo. Gouache sobre papel, 54 x 38 cm. Col. particular, Badajoz.[12]
- Maternidad (verano), 1971. Gouache sobre papel, 58 x 32 cm. De la serie inconclusa Cuatro estaciones en la vida de una mujer. «GUILLERMO SILVEIRA moderno / rupturista». Casa de la Cultura de Segura de León, Badajoz, 20-23 de julio de 2017. «Silveira en el castillo». Capilla del castillo de Segura de León, 27 de mayo-26 de junio de 2022. Col. particular, Badajoz.[13]
- La cuna vacía, firmada «SilveiraGG» en la parte inferior derecha, años 1970. Tinta y gouache sobre papel, 52 x 40 cm. Realizada expresamente para el caso fue donada por el artista a la oenegé Aprosuba (Asociación Pro Subnormales de Badajoz) y subastada por esta organización en el Hotel Zurbarán de la capital pacense. Col. particular, Badajoz.[14]
- Mujer y niño con revolanderas, 1978. Tinta y gouache sobre papel, 38 x 25 cm. Col. particular (desconocida).
- Frustración, 1979. Óleo sobre lienzo, 98 x 79 cm. Exhibida con motivo de la presentación del mural La nave Argón llevada a cabo en la antigua Escuela de Reactores de la Base Aérea de Talavera la Real el 9 de diciembre de 1981. Figuró reproducida parcialmente en la cubierta del catálogo de la exposición póstuma «Búsquedas» celebrada en el Palacio de los Barrantes-Cervantes de Trujillo (Cáceres) del 15 de septiembre al 29 de octubre de 2017. «Guillermo Silveira – un puñetazo de alma». Sala Espacio CB Arte de la Fundación CB de Badajoz. Avda. Santa Marina n.º 25, 11-29 de enero de 2022 (sin numerar). Col. particular, Badajoz.[15][16]
- Dolor y esperanza, 1982. Dibujo litografiado, 40 x 26 cm. Col. particular, Badajoz.[17]

### Virgen y Niño
Se conocen también en este aspecto otra serie de obras plasmadas casi en su totalidad a lo largo de los años 1970, más concretamente en su domicilio estudio de Traseras de Colón n.º 1-1.º 2 (bloque de suboficiales del Ejército del Aire) de la capital pacense, en las que el artista abordó el tema recurrente de la Virgen con el Niño, desprovistos por completo de elementos de índole sobrenatural (adscribible a la iconografía mariana neofigurativa de la segunda mitad del siglo xx), donde se aprecian claramente «las características cabezas inclinadas» de las Vírgenes/madres, sentadas salvo escasas excepciones sobre una simple caja de madera, de las que se destacan las siguientes:
- Virgen sentada con Niño (boceto preparatorio), firmada y fechada «Silveira / 18 - 2 - 61» en el ángulo inferior derecho. Inscripción en la peana «MADERA / ENCINA»; «virgen sentada con niño» en la parte superior. Bolígrafo y lápiz de grafito sobre papel reciclado, 20 x 16 cm. Col. particular, Badajoz.[19]
- Virgen y Niño, 1971. Óleo sobre lienzo, 125 x 83 cm. «Exposición de Pinturas de Guillermo Silveira». Muestra retrospectiva (1959-1984) con ocasión de la Semana Cultural Militar. Sala de exposiciones del Banco de Bilbao (Badajoz), 3-9 de diciembre de 1984 (n.º 3). «Guillermo Silveira». Museo Provincial de Bellas Artes. Badajoz, 26 de marzo-31 de mayo de 2009 (n.º 43). «Guillermo Silveira – un puñetazo de alma». Sala Espacio CB Arte de la Fundación CB de Badajoz. Avda. Santa Marina n.º 25, 11-29 de enero de 2022 (sin numerar). «Silveira en el castillo». Capilla del castillo de Segura de León, 27 de mayo-26 de junio de 2022. Col. particular, Badajoz.[20][17][21][13]
- Virgen y Niño con revolandera,[22] 1977. Tinta y gouache sobre papel, 45 x 32 cm. Col. particular, Badajoz.
- Maternidad o Virgen y Niño con revolanderas, 1978. Lápiz de grafito sobre papel, 45 x 29 cm. «Guillermo Silveira». Museo Provincial de Bellas Artes. Badajoz, 26 de marzo-31 de mayo de 2009 (n.º 42). Paradero desconocido.[23]
- Virgen y Niño con revolanderas, 1979. Tinta sobre papel. Se tienen datos de un cierto número de reproducciones en serigrafía realizadas muy probablemente en la Imp. Doncel de Badajoz con motivo de las fiestas navideñas de aquel año.

### Hemerografía
- Díaz Santillana, Santos (13 feb. 1964). «Comentarios al margen: "El estilo es el hombre"». Hoy (Badajoz): 10.
- Medina, Tico (23 ene. 1969). «Las cosas y las gentes de esta tierra: El pintor». Informaciones. Crónica de España (Madrid): 25.